# Passage du Naturaliste
Appelé Naturaliste Channel en anglais, le passage du Naturaliste est un détroit formé par la pointe sud de l'île Dorre et l'extrémité septentrionale de l'île Dirk Hartog, deux îles australiennes situées au large de la côte ouest de l'Australie-Occidentale. Passage central entre le reste de l'océan Indien et le golfe que l'on appelle baie Shark, il est large d'environ 25 kilomètres en son point le plus étroit, avec le cap Saint-Cricq au nord-est et les caps Inscription et Levillain au sud-ouest. Tout comme le passage du Géographe, plus au nord, il a été nommé en l'honneur d'un navire emmenant l'expédition vers les Terres australes du Français Nicolas Baudin, en l'occurrence le Naturaliste.